# Helina densihirsuta
Helina densihirsuta este o specie de muște din genul Helina, familia Muscidae, descrisă de Fang și Fan în anul 1993.
Este endemică în Yunnan. Conform Catalogue of Life specia Helina densihirsuta nu are subspecii cunoscute.